# غروب الشمس في مونماجور
غروب الشمس في مونماجور (بالإنجليزية: Sunset at Montmajour)‏ هي لوحة زيتية للفنان الهولندي فينسنت فان غوخ رسمها عام 1888 وهي تصور الأشجار والشجيرات والسماء في محيط مدينة آرل في جنوب فرنسا وقد عرضت اللوحة على متحف فان غوخ في أمستردام عام 1991 من طرف مالكيها، لكن المتحف اعتبرها ليست من أعمال فان غوخ في حينه. اللوحة كان قد اشتراها هاوي جمع تحف في العام 1908 ووضعها في عليته، لأنه كان على قناعة بأنها نسخة مقلدة .وقد ذكرت اللوحة في رسالة كتبها فان غوخ في 4 يونيو 1888 في يوم 9 سبتمبر عام 2013، أعلن متحف فان جوخ الكشف العام للوحة، حيث تم تأكيد ان اللوحة للرسام فان غوخ.